# Escadră

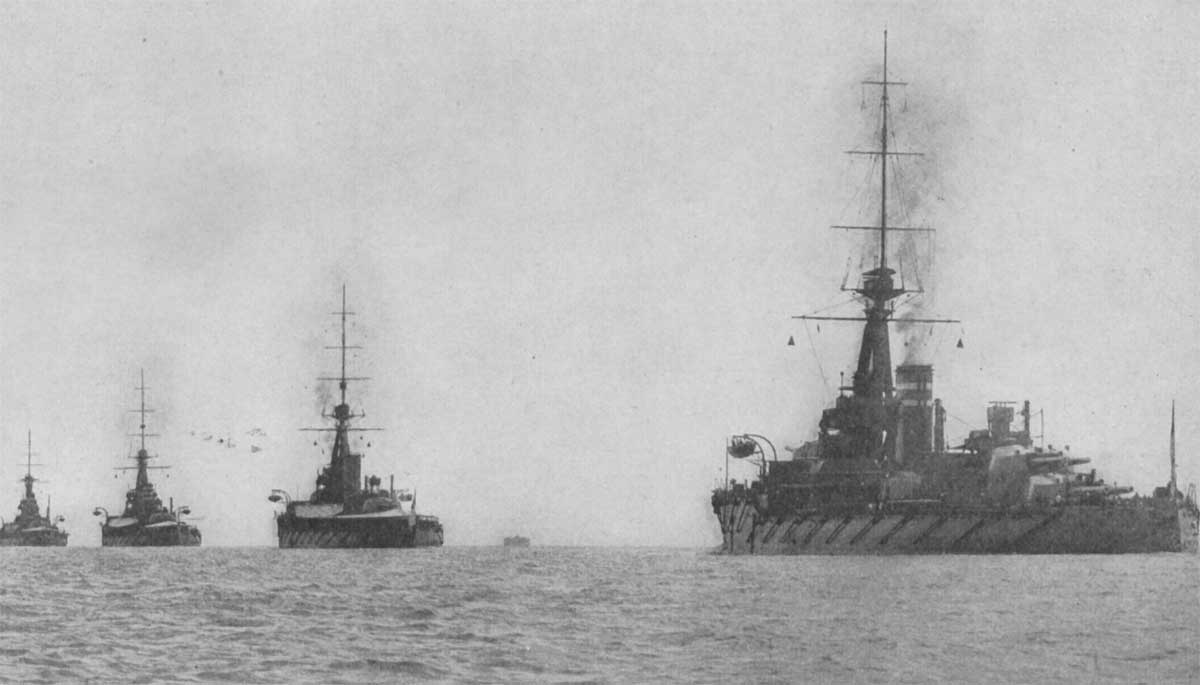
Escadra a II-a a Royal Navy în timpul Primului Război Mondial; de la stânga la dreapta:
King George V, Thunderer, Monarch și Conqueror.

O escadră este o mare unitate a forțelor maritime militare, compusă din nave de luptă de diferite clase. În mod obișnuit, escadra este o parte a unei flote militare.
Nu există parametri clari care să definească o escadră în cadrul flotelor militare ale diferitelor state, iar mărimea și puterea unei escadre navale variind mult în funcție de țară și de perioada de timp. Deoarece mărimea unei escadre navale variază mult, și gradul militar asociat cu comanda unei escadre variază de la o țară la alta.
Înainte de 1864, întreaga flotă a Marinei Regale Britanice (Royal Navy) era împărțită în trei escadre: escadra roșie, escadra albă și escadra albastră. În secolul al XIX-lea fiecare dintre cele trei escadre ale Royal Navy era mai puternică decât majoritatea altor flote naționale.
În prezent, o escadră este compusă din trei până la zece nave, care pot fi nave de război mari, nave de transport, submarine sau nave de luptă mai mici (distrugătoare, fregate, corvete). O escadră poate primi misiuni de luptă în cadrul flotei, misiuni de luptă independente, sau misiuni secundare specifice (apărarea unei zone litorale, blocada sau deminarea apelor teritoriale).
În Marina Statelor Unite (United States Navy), pentru formațiunile de distrugătoare și cele de submarine a fost întotdeauna folosit termenul „escadră” .
În perioada navigației cu pânze, escadra era un grup de nave de linie, sub comanda unui amiral. Pe atunci, o flotă militară era împărțită clasic în trei escadre: avangarda, comandată de vice-amiral, grupul principal de luptă, sub comanda amiralului și ariergarda, comandată de către contraamiral.
În prezent, există tendința ca escadrele să devină unități administrative în cadrul flotelor militare. Majoritatea marinelor naționale au început să abandoneze escadrele ca formațiune tactică încă din timpul celui de-al Doilea Război Mondial. Necesitatea de a furniza navelor importante protecție anti-submarină cu ajutorul unui ecran de distrugătoare și de acoperire aeriană furnizată de unul sau mai multe portavioane a dus la utilizarea tot mai mare a grupului de luptă de tip Task force în locul escadrelor clasice.

## Tipuri de escadre
- Escadre independente. Acestea sunt formațiuni de luptă mai mici decât flotele⁠(en)[traduceți]. Escadrele independente pot fi denumite după un anumit ocean sau mare, iar amiralul comandant al escadrei respective ar putea fi comandantul naval al acelui teatru de operațiuni militare.
- Subdiviziuni temporare ale unei flote. În epoca navigației cu pânze, flotele erau împărțite în trei escadre: avangarda, centrul și ariergarda, numite astfel după locul fiecăreia în ordinea de luptă. Un grup de nave de luptă detașate temporar dintr-o flotă poate fi numit, de asemenea, escadră.
- Formațiuni permanente de luptă. Odată cu evoluția navelor militare în secolul al XIX-lea, navele de război aparținând aceleiași clase au început să fie grupate și instruite ca escadre permanente. De exemplu, Marina Statelor Unite a inclus escadre de cuirasate, escadre de crucișătoare (CruRons), escadre de distrugătoare (DesRons), escadre de escortă, escadre de transport (TransRons) și escadre de submarine (SubRons).[3]